# Llanos (Asturias)
Llanos (oficialmente, en asturiano, Chanos de Somerón) es una parroquia del concejo de Lena, en el Principado de Asturias, España.
Tiene una extensión de 4,04 km² y linda al norte con la parroquia de Las Puentes, al este con las de Cabezón y Pajares, al sur con la de San Miguel del Río y al oeste con las de Telledo y Piñera.

## Población
El lugar de Llanos de Somerón (oficialmente, en asturiano, Chanos) es la única entidad singular de población de la parroquia y contaba con una población empadronada de 32 habitantes en 2012. Se encuentra situado en un rellano soleado del valle de Pajares, a una altitud de 890 m s. n. m. y distante 19,2 km de la capital del concejo, Pola de Lena. Se accede por una carretera local (LE-12) que parte de la N-630 a la altura de Puente de los Fierros, inaugurada en 1963.

## Historia
Según la Gran Enciclopedia Asturiana, que remite a Francisco Javier Fernández Conde, el lugar es citado «con el nombre de Flanezas en una donación de Bronildi Garciaz a la Iglesia de Oviedo y a su obispo Arias», que lo fue de 1073 a 1094.

## Demografía
Según el padrón municipal de habitantes de 2012, la parroquia y el lugar, tenían una población de 32 habitantes. Según el censo de 2001, el número de viviendas familiares era de 299, siendo 278 consideradas como principales.

### Evolución
La evolución demográfica de la parroquia desde el año 2000 es la siguiente:
| 55                                                      | 52 | 51 | 50 | 47 | 44 | 46 | 44 | 45 | 42 | 39 | 38 | 32 |
| (Fuente: Padrón municipal de habitantes, INE 2000-2012) |    |    |    |    |    |    |    |    |    |    |    |    |

| Gráfica de evolución demográfica de Llanos entre 2000 y 2012           |
|                                                                        |
| Población según padrón municipal de habitantes. Fuente INE 2000-2012). |